# Alaria americana
Alaria americana ist ein parasitisch im Dünndarm von Raubtieren lebender, in Nordamerika vorkommender Saugwurm. Endwirte sind vor allem wildlebende Hundeartige und Katzen, selten auch Haushunde und -katzen. Als Alariose-Erreger spielt er aufgrund seiner geringen krankheitsauslösenden Wirkung nur eine geringe Rolle. Wie alle Alarien hat er einen Entwicklungyzklus mit zwei Zwischenwirten. Erster Zwischenwirt sind Süßwasserschnecken der Gattung Planorbis, zweiter Amphibien.
Adulte von Alaria americana sind zwischen 2,5 und 4 mm lang. Die Geschlechtsöffnung ist hinter der Körpermitte lokalisiert. Arttypisch sind die spitzen Fortsätze, welche den Mundsaugnapf umgeben.
Alaria canis wird heute als Synonym für Alaria americana angesehen.